# Biermanufaktur Engel
Die Biermanufaktur Engel GmbH & Co KG ist eine 1738 gegründete, mittelständische Biermanufaktur mit Brauereigasthof in Crailsheim. Sie wurde 1877 von der Familie Fach erworben und braut heute in der fünften Generation.

## Geschichte
Georg Fach übernahm 1877 die seit 1738 bestehende Brauerei, die zunächst nur den Eigenbedarf der Gaststätte zu decken hatte. 1903 wurde in der Brauerei eine Dampfmaschine aufgestellt. 1907 trat auch der zweite Sohn Georg Fachs, Friedrich Fach, in das Unternehmen ein. Das erste Automobil ergänzte 1920 die Pferdegespanne. Während des Zweiten Weltkriegs wurde die Brauerei, wie die Stadt, nahezu vollständig zerstört und anschließend am damaligen Stadtrand von Crailsheim wiederaufgebaut. Ab 1976 fanden umfangreiche Sanierungen statt. So wurde 1977 die Lager- und Logistikhalle neu aufgebaut. 1984 füllt die Biermanufaktur Engel als erste Brauerei Deutschlands Radler in Flaschen ab. 1986 exportiert die Brauerei erstmals in das europäische Ausland an den ersten Auslandskunden aus Italien. Mittlerweile wird in 19 Länder auf der ganzen Welt geliefert, darunter Russland, China, Vietnam, Brasilien und Mexiko. Die Privatbrauerei produziert derzeit jährlich 65.000 Hektoliter Bier und alkoholfreie Getränke und führt über 20 verschiedene Bierspezialitäten in ihrem Sortiment.

## Unternehmen
Die Brauerei liegt in der Stadt Crailsheim (Nordost-Baden-Württemberg) und ist seit 1877 im Besitz der Familie Fach. Inhaber sind aktuell Wilhelm und sein Sohn Alexander Fach. Die Engel-Biermanufaktur hat sich seit der Jahrtausendwende zu einer Spezialitätenbrauerei entwickelt, die regelmäßig mit Preisen für ihre Biere ausgezeichnet wird. So wurde sie 2011 mit der höchsten deutschen Qualitätsauszeichnung, dem Bundesehrenpreis in Gold, als Brauerei des Jahres ausgezeichnet. Im Jahr werden von 35 Mitarbeitern circa 65.000 Hektoliter Bier und alkoholfreie Getränke (50 % Fassbier) produziert. Außerdem beliefert die Brauerei mit dem Engelzelt und dem kleinen Engel zwei der drei Bierzelte auf dem zweitgrößten Heimatfest in Baden-Württemberg, dem Fränkischen Volksfest.

## Sponsoring
Neben dem Sponsoring des Basketball-Bundesligisten Hakro Merlins Crailsheim unterstützt die Biermanufaktur Engel über 20 weitere regionale Sport- und Fußballvereine wie den TSV Crailsheim, den TSV Goldbach, den SV Onolzheim, den SV Westgartshausen, den VfR Altenmünster, den SV Tiefenbach, die Sportfreunde Leukershausen, das Volleyball Team des TSV Crailsheim, sowie das American-Football-Team Praetorians Crailsheim und die beiden Truck Trial-Teams BFS-Trucksport-Team und HS-Schoch-Hardox-Team. Auch kulturelle Veranstaltungen in Crailsheim wie der Stadtfeiertag oder das Kulturwochenende und sozial-integrative Einrichtungen wie die Beschützende Werkstätte und die Haus - und Nachbarschaftshilfe Primeros e. V. werden von der Biermanufaktur Engel unterstützt.

## Bio-Qualität
Das Engel Keller Pils, das Engel Kellerbier Alkoholfrei, das Engel Kellerbier Dunkel Alkoholfrei, das Engel Naturradler Alkoholfrei, das Engel Keller Dunkel Alkoholfrei sowie das Engel Hell Naturtrüb wurden mit dem deutschen und europäischen Bio-Siegel zertifiziert.

## Auszeichnungen

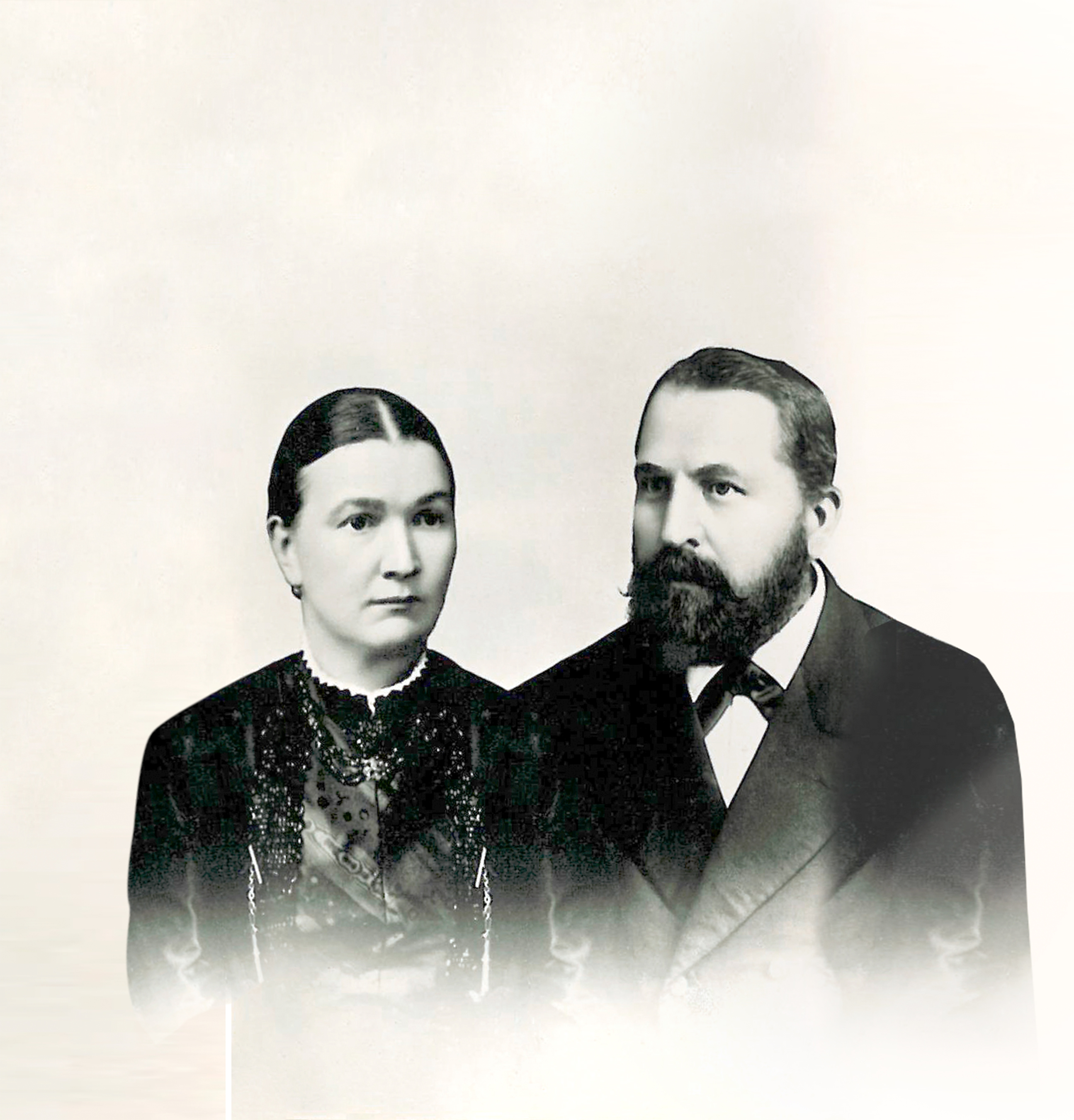
Familie Georg Fach

- 2021: DLG-Preis für langjährige Produktqualität[1]
- 2021: Bundesehrenpreis[2]
- 2020: Bundesehrenpreis[2]
- 2019: Bundesehrenpreis[2]
- 2018: Bundesehrenpreis[2]
- 2017: Bundesehrenpreis[2]
- 2016: Bundesehrenpreis[2]
- 2016: World Beer Cup ausgezeichnet mit der Bronzemedaille für Engel Bock Dunkel, in der Kategorie German-Style Bock or Maibock.[3]
- 2015: Bundesehrenpreis[2]
- 2014: Bundesehrenpreis[2]
- 2013: Bundesehrenpreis[2]
- 1996–2014: Preis der Besten der DLG (Deutsche Landwirtschafts-Gesellschaft) für langjährige Spitzenleistungen[4]
- 2013: „European Beer Star“ ausgezeichnet mit der Goldmedaille für Engel Keller hell[5]
- 2012: „European Beer Star“ ausgezeichnet mit der Goldmedaille für Engel Bock hell[6]
- 2011: Brauerei des Jahres; Bundesehrenpreis in Gold für Biermanufaktur Engel (höchste deutsche Qualitätsauszeichnung für Bier[7])
- 2010: „European Beer Star“ ausgezeichnet mit der Silbermedaille für Engel-Kellerbier dunkel[8]

## Sonstiges
Die Brauerei ist Mitglied im Brauring, einer Kooperationsgesellschaft privater Brauereien aus Deutschland, Österreich und der Schweiz.